# Вошнёлсоим
Вошнёлсоим (устар. Вош-Нел-Соим) — река в Шурышкарском районе Ямало-Ненецкого АО. Устье находится в 217 км по левому берегу реки Куноват. Длина реки 19 км.

## Данные водного реестра
По данным государственного водного реестра России относится к Нижнеобскому бассейновому округу, водохозяйственный участок реки — Обь от впадения реки Северная Сосьва до города Салехард, речной подбассейн реки — бассейны притоков Оби ниже впадения Северной Сосьвы. Речной бассейн реки — (Нижняя) Обь от впадения Иртыша.